# Dirk Hillbrecht
Dirk Hillbrecht,  född 10 juni 1972 i Hannover, är en tysk politiker. Han var ordförande i Piratenpartei Deutschland (PIRATEN) 2008–2009.
Hillbrecht studerade matematik vid Hannovers universitet.